# 慧卡·芝瑪曼
慧卡·芝瑪曼（Raquel Zimmermann，1983年5月6日—），德裔巴西超級名模，經過一陣精靈模特兒的熱潮後。2007年1月起，慧卡取代了吉瑪·沃德（Gemma Ward）的位置，被model.com封后，2010年2月更躋身殿堂級超模，更曾被美國版《VOGUE》雜誌評為全球最優雅的十名女性之一。

## 模特兒事業
芝瑪曼14歲時就進入的家鄉的模特兒學校，開始了模特兒生涯。今年41歲的Raquel在模特兒圈已可稱之為前輩，前陣子流行精靈系model，模特兒界幾乎被吉瑪·沃德、莉莉·蔻兒（Lily Cole）等佔據。但現在精靈系風潮已不在，Raquel於是得以出線，憑藉她苗窕的身材、德巴混血野性中帶優雅的氣質，成為自2000年代初期以來各大品牌的愛用名模，Fendi設計師卡爾·拉格斐（Karl Lagerfeld）便欽點她為該名牌拍攝多季的平面廣告。

## 外部連結
- Raquel Zimmermann個人網站 （页面存档备份，存于）
- Raquel Zimmermann於模特兒目錄（Fashion Model Directory）的相關資料
- 時尚模特兒辭典－慧卡芝瑪曼 （页面存档备份，存于）

| 前任： 吉瑪·沃德 | 超級名模世界排名歷年第一位 2007-2010 | 繼任： 勞拉·斯通 |